# Exline (Iowa)
Exline – miasto w Stanach Zjednoczonych, w stanie Iowa, w hrabstwie Appanoose. W 2000 roku liczyło 191 mieszkańców.